# Satchmopsis brasiliensis
Satchmopsis brasiliensis är en svampart som beskrevs av B. Sutton & Hodges 1975. Satchmopsis brasiliensis ingår i släktet Satchmopsis, divisionen sporsäcksvampar och riket svampar.   Inga underarter finns listade i Catalogue of Life.